# Phoma cajani
Phoma cajani är en lavart som beskrevs av Rangel 1925. Phoma cajani ingår i släktet Phoma, ordningen Pleosporales, klassen Dothideomycetes, divisionen sporsäcksvampar och riket svampar.   Inga underarter finns listade i Catalogue of Life.